# Boris Bućan
Boris Bućan (Zagreb, 15. ožujka 1947. – Zagreb, 18. svibnja 2023.) bio je hrvatski likovni umjetnik, slikar i grafički dizajner. Stvara i u staklu. Bio je i redoviti član Hrvatske akademije znanosti i umjetnosti.

## Životopis
Rođen je 15. ožujka 1947. godine u Zagrebu. Nakon završene Škole primijenjene umjetnosti upisuje Akademiju likovnih umjetnosti u Ljubljani 1967. godine. Studij slikarstva nastavlja na Akademiji likovnih umjetnosti u Zagrebu gdje je diplomirao 1972. godine. 
Na domaćoj likovnoj sceni javlja se potkraj 1970-ih izvodeći intervencije u javnim urbanim prostorima grada: obojen pločnik u plavo u Varšavskoj ulici u Zagrebu te rad nazvanim Pikturalna petlja (velika zmijolika prostorna slika) koji je radio s Josipom Stošićem 1969. godine za ondašnju Galeriju Centar u njezinom dvorištu u Gundulićevoj ulici. 
Bućan je dosad imao više od sedamdeset samostalnih izložbi te više od 160 nastupa na kolektivnim izložbama od kojih su najpoznatije Venecijanski bijenale 1984. godine na kojem je predstavljao SFRJ, Bijenale u Sao Paolu 1989., Trijenale u Milanu 1992. godine te World Goes Pop godine 2015. u Tate Modern u  Londonu.
Izuzetno je cijenjen u zemlji i u inozemstvu zbog svog osebujnog pristupa u oblikovanju plakata. Dobitnik je brojnih nagrada u zemlji i inozemstvu. Posljednjeg desetljeća okreće se sve više konceptualnom slikarstvu te konceptualnim kombinacijama nađenih fotografija i grafizama.

## Plakati
Novina koju Bućan uvodi u tadašnju tradiciju plakatiranja velike su dimenzije plakata. Šest listova međusobno spojenih u cjelinu otiskuju se na površini 2 x 2 metra te na taj način, prema Maroeviću, mijenjaju sliku grada namećući se prolaznicima svojom veličinom.
Bućan se referira na brojna poznata djela ponavljajući njihovu kompoziciju u novom kontekstu. Tako se na plakatu za Glazbene doživljaje Zagrebačkih simfoničara i Zbora RTZ-a u koncertnoj dvorani Vatroslava Lisinskog referira na Picassova Tri svirača iz 1921. godine, a na plakatu za Međunarodni dan muzeja u Muzejskom dokumentacijskom centru u Zagrebu zamjetno je referiranje na Botticellijevo Rođenje Venere iz 1486. godine. Često ponavlja uzorke na različitim plakatima, primjerice korištenje zlatnog uzorka s crnim linijama uočljivo je na njegovim plakatima za Trijenale hrvatske skulpture – Konfrontacije 1982., na plakatu Verdijeve Traviate u Hrvatskome narodnom kazalištu u Splitu, zatim na plakatu povodom 100 godina Obrtne škole i Škole primijenjene umjetnosti na retrospektivnoj izložbi učeničkih radova. U svojim plakatima za HNK u Splitu - primjerice plakati za predstave Roko i Cicibela"" 1983. godine, Tijardović: život i vrijeme iste godine, Kroćenje goropadnice - miješa različite šarolike uzorke za koje inspiraciju nalazi u razdoblju secesije.
Na plakatu za Verdijeva Nabucca 1983. koristio je znakove nalik klinastom pismu kojima oblikuje Nabukodonosora, odnosno situaciju u kojoj najveći vladar Novobabilonskog Carstva doživljava poraz i pada. Isti motiv ponovit će i na plakatu za predstavu Dušana Jovanovića Vojna tajna, ali u drukčijem kontekstu i na drugi način. Kirchnerovi motivi i citati uočljivi su na njegovim plakatima za predstave Balada o Pulcinelli i Aretej iz 1984. godine. Na njegovom najpoznatijem plakatu za baletnu predstavu Igora Stravinskoga Žar-ptica i  Petruška, Bućan prikazuje biće s animalnim i antropomorfnim obilježjima. Bućan se poigrava tim obilježjima i na plakatu za Dane hrvatske glazbe: ciklus Petnaest doživljaja Zagrebačkih simfoničara i Zbora RTZ-a za Koncertnu dvoranu Vatroslava Lisinskoga. Grafizam trave na plakatu Žar-ptica autor smatra svojim patentom, te ga kasnije nebrojeno puta ponavlja u svojim kompozicijama.

## Nagrade i priznanja
Od mnogih priznanja koje je primio najistaknutije su nagrada Zagrebačkog salona (1970. i 1983. godine), nagrada Zgraf-a  (1984.), Brončana plakata, Varšava (1974.), Zlatna plakata, Trijenale kazališnog plakata, Novi Sad (1974.), 1. nagrada na 7. međunarodnom bijenalu kazališnog plakata za plakat predstave Anđeo na mom ramenu Gradskog dramskog kazališta Gavella, Rzeszów u Poljskoj (1999.). 
Njegov možda najznačajniji uspjeh predstavlja uvrštavanje Bućanova plakata za balet Žar ptica Igora Stravinskog u postav izložbe The Power of Posters, Victoria and Albert Museum u Londonu 1998. godine. Na izložbi je prikazano 250 najboljih radova nastalih od 1870. do 1998. godine. Osim što je uvršten u postav, Bućanov plakat bio je na naslovnici kataloga izložbe. 
Bućanova djela danas se nalaze u brojnim svjetskim muzejima među kojima se ističu MoMA i Cooper – Hewitt Museum u New Yorku; Staatliches Museum für Augewandte Kunst u Münchenu; State Library of Victoria u Melbourneu; Deutsches Plakat Museum u Essenu.
Hrvatsko dizajnersko društvo 2006. godine dodijelilo je Bućanu nagradu za životno djelo.

## Zanimljivosti
Godine 2011. otkriven je falsifikat jedne moguće Bućanove slike. Naime na jednu postojeću sliku iz ciklusa "Trave" kojeg je Bućan radio oko 2007. godine nepoznat netko je naslikao motiv ptice, nalik onome kojeg je Bućan ostvario na plakatu za "Žar pticu" i "Petrušku" za Splitski HNK iz 1984.Slika je prepoznata kao krivotvorina i Bućan je svojeručno potpisao sliku na poleđini "kao krivotvorinu" dana 27. 12. 2011. u policiji, te time, poput svoje umjetničke intervencije "Laž" na manifestaciji Trigon u Graz-u 1973. invertirao istinu u laž i obratno te time, zapravo, krivotvorina je postala original. Ta slika danas je u muzeju Policije i povremeno se izlaže s ostalim krivotvorinama koje je MUP našao.

## Vanjske poveznice
- LZMK / Hrvatska enciklopedija: Bućan, Boris
- LZMK / Proleksis enciklopedija: Bućan, Boris
- Boris Bućan Hrvatska tehnička enciklopedija, portal hrvatske tehničke baštine. LZMK

- Boris Bućan: Tragedija je to što većina hrvatskih umjetnika želi raditi po uzoru na ono 'vani'. Nemojte kao 'vani'! Budite svoji. Traje duže, ali priznanje će ipak doći, za Tportal s Borisom Bućanom razgovarala Nina Ožegović, 25.05.2020
- [neaktivna poveznica]
- Hrgović, Maja. "Stakleni ljudi" Borisa Bućana: Ležernost i zamah u slavljenju svakodnevice, Novi list, 17. ožujka 2013.
- Boris Bućan izložio 130 dosad nepokazanih radova, tportal.hr, 14. ožujka 2013.
- Vera Horvat Pintarić: Boris Bućan
- Boris Bućan - biografija
- Bućanovi plakati - slike u Parizu, Večernji list, 7. studenog 2011.